# Vrana Peak
Der Vrana Peak ist ein Berg im ostantarktischen Mac-Robertson-Land. In den Prince Charles Mountains ragt er unmittelbar südwestlich des Mount Turnbull und 22 km südwestlich des Mount Starlight auf.
Luftaufnahmen und Vermessungen der Australian National Antarctic Research Expeditions zwischen 1955 und 1965 dienten seiner Kartierung. Das Antarctic Names Committee of Australia benannte ihn nach dem aus der Tschechoslowakei stammenden Strahlenphysiker Attila Vrana (* 1940), der 1965, 1968 und 1972 auf der Mawson-Station tätig war.